# شارع البيئة
شارع البيئة هو اسم الشارع الرئيسي في مدخل أغلب المدن التونسية حاليا، بعدما كان أهم شارع فيها يحمل اسم شارع الحبيب بورقيبة. عادة ما يكون شارع البيئة مشجَّرًا وتكثر فيه الأزهار والنباتات المختلفة.